# Let you know!/あっぱれ!馬鹿騒ぎ
「Let you know!/あっぱれ!馬鹿騒ぎ」（レット・ユー・ノウ/あっぱれ ばかさわぎ）は、i☆Risの23枚目のシングル。2023年8月23日にDIVE II entertainmentから発売された。

## 概要
本作品は劇場アニメ『i☆Ris the Movie –Full Energy!!-』の公開に向けた企画「i☆Ris 10th→NEXT キミと一緒に「Full Energy!!」“全力コラボ”企画」の一環としてTeddyLoidが楽曲提供した「Let you know!」と、2023年4月22日から全国8都市で行われた8度目の全国ツアー『i☆Ris 8th Live Tour 2023～わっしょい!!!!!～』のテーマソングとして前山田健一が楽曲提供した「あっぱれ！馬鹿騒ぎ」を収録した両A面シングル。カップリングにはTeddyLoidによる「Queens Bluff」のリミックス・バージョンを収録している。
「Let you know!」のミュージック・ビデオは、i☆Ris史上初となるフルイラストで構成されており、作中のイラストはケイゴイノウエが手掛けている。
販売形態は音楽配信 / ハイレゾ配信の他に、CD+BD盤（EYCA-14161/B）、CD+DVD盤（EYCA-14160/B）、CDのみの通常盤（EYCA-14162）の3形態で発売。付属BD / DVDには、「Let you know!」のミュージック・ビデオと「あっぱれ！馬鹿騒ぎ」のライブ・ミュージック・ビデオ、「i☆Ris 8th Live Tour 2023 〜わっしょい!!!!!〜 1st day @ 三郷市民文化会館」のオフショット映像を収録している。

## 収録曲

### CD
| #         | タイトル                              | 作詞・作曲 | 編曲      | 時間  |
| --------- | ------------------------------------- | ---------- | --------- | ----- |
| 1.        | 「Let you know!」                     | TeddyLoid  | TeddyLoid | 2:36  |
| 2.        | 「あっぱれ!馬鹿騒ぎ」                 | 前山田健一 | 藤原燈太  | 3:47  |
| 3.        | 「Queens Bluff」(TeddyLoid Remix)     |            |           | 4:02  |
| 4.        | 「Let you know!」(instrumental)       |            |           | 2:36  |
| 5.        | 「あっぱれ!馬鹿騒ぎ」(Instrumental)   |            |           | 3:47  |
| 6.        | 「Let you know!」(Off Main Vocal)     |            |           | 2:36  |
| 7.        | 「あっぱれ!馬鹿騒ぎ」(Off Main Vocal) |            |           | 3:48  |
| 合計時間: | 合計時間:                             | 合計時間:  | 合計時間: | 23:12 |

### CD+Blu-ray盤Blu-ray＆CD+DVD盤DVD
1. Let you know! -Music Video-
2. あっぱれ!馬鹿騒ぎ -Live Music Video-
3. i☆Ris 8th Live Tour 2023 〜わっしょい!!!!!〜 -Off Shot Movie DAY1 三郷市文化会館-